# Груздь золотисто-жёлтый
Груздь золотисто-жёлтый  (лат. Lactárius chrysorrhéus) — гриб рода Млечник (Lactarius) семейства Сыроежковые (Russulaceae). Несъедобен.

## Описание
- Шляпка ∅ 4—6 см, вначале выпуклая, потом распростёртая, а под конец даже слегка вдавленная, с очень подвёрнутыми краями. Кожица охристого цвета, гладкая, матовая и покрыта более тёмными пятнами и концентрическими полосами.
- Пластинки густые, неширокие, часто раздвоенные на концах, нисходящие, цвет с возрастом меняется от белого до розового.
- Споровый порошок белый, споры эллиптической формы.
- Ножка 4—8 см в высоту, у зрелых грибов полая, цилиндрическая, гладкая, немного утолщённая у основания, белая или светлоокрашенная.
- Мякоть толстая, хрупкая, без запаха и с очень резким перечным вкусом. Белая, на воздухе желтеет.
- Млечный сок обильный, беловатый, на воздухе быстро становится золотисто-жёлтым; вкус сначала кажется сладким, но вскоре ощущается горечь.

### Изменчивость
Цвет шляпки варьирует от жёлто-охристого или бледно-лососёвого до оранжево-розового, рыжего. Ножка сначала сплошная, потом полая, беловатого цвета, который с течением времени приобретает розовато-оранжевый оттенок. Пластинки с возрастом приобретают красновато-оранжевый оттенок.

## Сходные виды
- Млечник дубовый (Lactarius quietus) — условно-съедобный, млечный сок не обильный, на воздухе остаётся белым.

Иногда гриб путают с рыжиком настоящим (лат. Lactarius deliciosus) и близкими съедобными видами, у которых млечный сок ярко-оранжевый и меняет цвет до зелёного или коричневого.

## Синонимы

### Латинские синонимы
- Galorrheus chrysorrheus (Fr.) P. Kumm., 1871
- Lactarius theiogalus var. chrysorrheus (Fr.) Quél., 1886
- Lactifluus chrysorrheus (Fr.) Kuntze, 1891

### Русские синонимы
- Млечник золотистый
- Груздь золотисто-млечный

## Пищевые качества
Несъедобен.

## Экологияи распространение
Образует микоризу с лиственными деревьями, преимущественно с дубом, буком и каштаном. Встречается достаточно часто, обычно растёт одиночно или маленькими группами в лиственных лесах.
Сезон: начало лета — осень.